# Hôtel meublé
Un hôtel meublé, aussi appelé un garni (sens vieilli) est, en France, un établissement offrant des prestations hôtelières (draps, téléphone…) mais qui sert en général de résidence principale à ses résidents. C'est néanmoins le plus souvent une résidence considérée comme transitoire avant de trouver une résidence permanente indépendante.

## Définition
L'hôtel meublé, ou garni, est un type d'établissement où l'habitant loue à la journée, la semaine ou au mois un logement individuel ou collectif (il peut s'agir de dortoirs ou « chambrées »). Le terme d'hôtel meublé est resté après la seconde guerre mondiale, lorsque la distinction a été faite entre les hôtels de tourisme et les « hôtels non homologués tourisme », ces derniers gardant l'appellation de « meublés » ou « hôtels de préfecture ». Précédemment, la différence n'était pas faite dans le vocabulaire entre une chambre garnie de meubles chez un particulier et dans un hôtel.
Ce type de logement se trouve entre la location meublée (location d'appartement qui contient suffisamment de meubles pour y vivre normalement et dont le bail est assez souple car il peut s'interrompre à tout moment) et l'hôtel de tourisme puisqu'il peut inclure des prestations telles que le ménage, la fourniture de draps, la cuisine collective ou la mise à disposition d'un téléphone. Contrairement à la location meublée, le propriétaire d'un hôtel meublé n'a pas besoin de l'autorisation des locataires pour entrer dans les chambres.

## Histoire

### À l'origine, un logement transitoire
Historiquement, le meublé se trouve principalement à Paris et, dans une moindre mesure, dans sa région. Il existe 996 garnis à Paris en 1673.
Il existe plus de 12 000 hôtels meublés et garnis à Paris juste avant la Première Guerre mondiale, le chiffre monte à plus de 20 000 dans les années 1920 et 1930 mais la Grande Dépression et la Seconde Guerre mondiale vont le faire descendre à moins de 10 000. 11 % des Parisiens sont logés dans des hôtels meublés entre les deux guerres.
Traditionnellement, l'hôtel meublé avait jusqu'aux années 1950 la fonction de logement transitoire pour les nouveaux arrivants à Paris : provinciaux et immigrés. Mais à partir des années 1950, les personnes qui y sont logées y reste de manière durable. 200 000 chambres d'hôtels meublés existent à Paris des années 1950 à 1970 puis le chiffre baisse dans les années 1980 et 1990 sous l'effet des programmes de la rénovation urbaine. La demande pour ces logements reste néanmoins forte de la part d'une population pauvre.

### Dans années 2000: mise en évidence du recours à l'hôtellerie bas de gamme pour le logement d'urgence
En 2005, l'incendie de l'hôtel Paris-Opéra, qui fait 24 morts dont 11 enfants, met en évidence le recours de plus en fréquent que fait l'État aux hôtels meublés pour loger des demandeurs d'asile en attente d'une décision, des déboutés du droit d'asile et des mal-logés par manque de place dans les structures d'accueil normale,. La grande majorité de ceux qui vivaient dans cet hôtel était en effet des familles en état de grande précarité qui y étaient hébergées depuis plusieurs mois.
Selon un rapport réalisé par la Direction régionale de la répression des fraudes et la Direction régionale des affaires sanitaires et sociales datant de quelques mois avant l'incendie, devant l'insuffisance des places en Centre d'accueil de demandeurs d'asile, le recours à l'hôtellerie bon marché s'est développé, 8 655 personnes y étant par exemple hébergées dans la nuit du 12 au 13 janvier 2004 dans l'ensemble de la région parisienne, ce chiffre incluant de nombreuses familles avec enfants. Les hôtels où ils vivent sont souvent anciens, voire vétustes, mal entretenus, disposant de peu de confort (des lavabos mais pas de douches, des toilettes sur le palier). Les occupants des chambres doivent laver leur linge de lit eux-mêmes et cuisinent souvent dans les chambres. Les hôteliers perçoivent la somme de quinze à vingt euros par personne (et non par chambre) ce qui incite à la suroccupation et rend ces établissements très lucratifs. Ils ont l'assurance d'être payés par les services de l'État tout en sachant que les occupants oseront rarement faire des réclamations sur l'état des prestations. En 2004, la mairie de Paris avait dépensé 9,5 millions d'euros et le Samu social 24 millions d'euros pour l'hébergement de personnes dans ce type d'hôtels. Des associations comme Droit au logement déclarent que ces sommes utilisées pour héberger des personnes dans des hôtels pourraient être plus efficacement dépensées pour leur fournir un logement pérenne dans le domaine privé.
Après l'incendie, le SAMU social modifie en 2006 ses modalités d'action avec les hôtels meublés. Alors qu'auparavant, cette structure travaillait avec des associations qui servaient d'intermédiaire, sans possibilité de contrôle sur les lieux et en agissant uniquement en tant que « payeur », elle crée un « Pôle d’hébergement et de réservation hôtelière » (PHRH) qui traite les demandes d'hébergement de familles arrivées par le numéro d'urgence 115 venues de Paris, de Seine-Saint-Denis et de Seine-et-Marne. Ce pôle traite aussi les chambres d'hôtels des personnes venues de la Coordination de l'accueil des familles demandeuses d'asile, par l’association pour les travailleurs migrants et par les Œuvres hospitalières françaises de l'ordre de Malte. Il peut effectuer des contrôles dans les hôtels afin d'informer les services de l'État en cas de problème.
Il faut néanmoins remarquer que, malgré cela, le recours aux hôtels meublés pour loger les populations en situation de précarité par le SAMU social est resté extrêmement répandu. Les dépenses hôtelière représentent en 2012 79 % de son budget, soit 113 millions d'euros : 12 468 familles (37 107 personnes) ont été logées dans 440 hôtels en 2012, pour un total de 6,1 millions de nuités, chiffre en augmentation de 17 % par rapport à 2011. Les nuités sont réglées aux hôtels en moyenne 17,50 euros par personne.
Il y a 650 hôtels meublés à Paris en 2007.